# Anisodes samoana
Anisodes samoana är en fjärilsart som beskrevs av W. Warren 1897. Anisodes samoana ingår i släktet Anisodes och familjen mätare. Inga underarter finns listade i Catalogue of Life.